# Panamerikanische Spiele 2023/Volleyball
Bei den Panamerikanischen Spielen 2023 in der  chilenischen Hauptstadt Santiago de Chile fanden vom 21. Oktober bis 4. November 2023 im Volleyball zwei Turniere statt, davon je eines bei den Männern und bei den Frauen. Austragungsort war das Arena Parque O’Higgins.

## Bilanz

### Medaillenspiegel
| Platz  | Land                    | Gold | Silber | Bronze | Gesamt |
| ------ | ----------------------- | ---- | ------ | ------ | ------ |
| 1      | Brasilien               | 1    | 1      | —      | 2      |
| 2      | Dominikanische Republik | 1    | —      | —      | 1      |
| 3      | Argentinien             | —    | 1      | —      | 1      |
| 4      | Kolumbien               | —    | —      | 1      | 1      |
| 4      | Mexiko                  | —    | —      | 1      | 1      |
| Gesamt | Gesamt                  | 2    | 2      | 2      | 6      |

### Medaillengewinner
| Disziplin | Gold | Silber | Bronze |
| --------- | --- | --- | --- |
| Männer    | BrasilienLukas Bergmann Adriano Cavalcante Maicon França Matheus Gonçalves Henrique Honorato Maique Nascimento Thiery Nascimento Judson Nunes Otávio Pinto Felipe Roque Darlan Souza Thiago Veloso                    | ArgentinienMauro Balagué Facundo Conte Agustín Gallardo Demian González Nicolás Lazo Bruno Lima Gustavo Maciel Marcos Richards Tobias Scarpa Sergio Soria Ezequiel Vázquez Mauro Zelayeta | KolumbienJuan Camilo Ambuila Daniel Aponza Jharold Caicedo Jhon Cuello Juan Estupiñan Gustavo Larrahondo Leandro Mejía Jorge Mesa Andrés Piza Rossvuelt Ríos Santiago Ruiz              |
| Frauen    | Dominikanische RepublikCándida Arias Brenda Castillo Bethania de la Cruz Lisvel Elisa Eve Gaila González Niverka Marte Brayelin Martínez Jineiry Martínez Larysmer Martínez Yonkaira Peña Vielka Peralta Yokaty Pérez | BrasilienNaiane Rios Maiara Basso Larissa Besen Talia Costa Lorena Viezel Carolina Leite Tainara Santos Sabrina Machado Aline Segato Luzia Nezzo Laís Vasques Helena Wenk                 | MexikoGrecia Castro Angela Muñoz Karina Flores Joseline Landeros Arleth Márquez Ivone Martínez Karen Rivera María Rodríguez Daniela Siller Aime Topete Jocelyn Urías María Celeste Vela |